# 囍

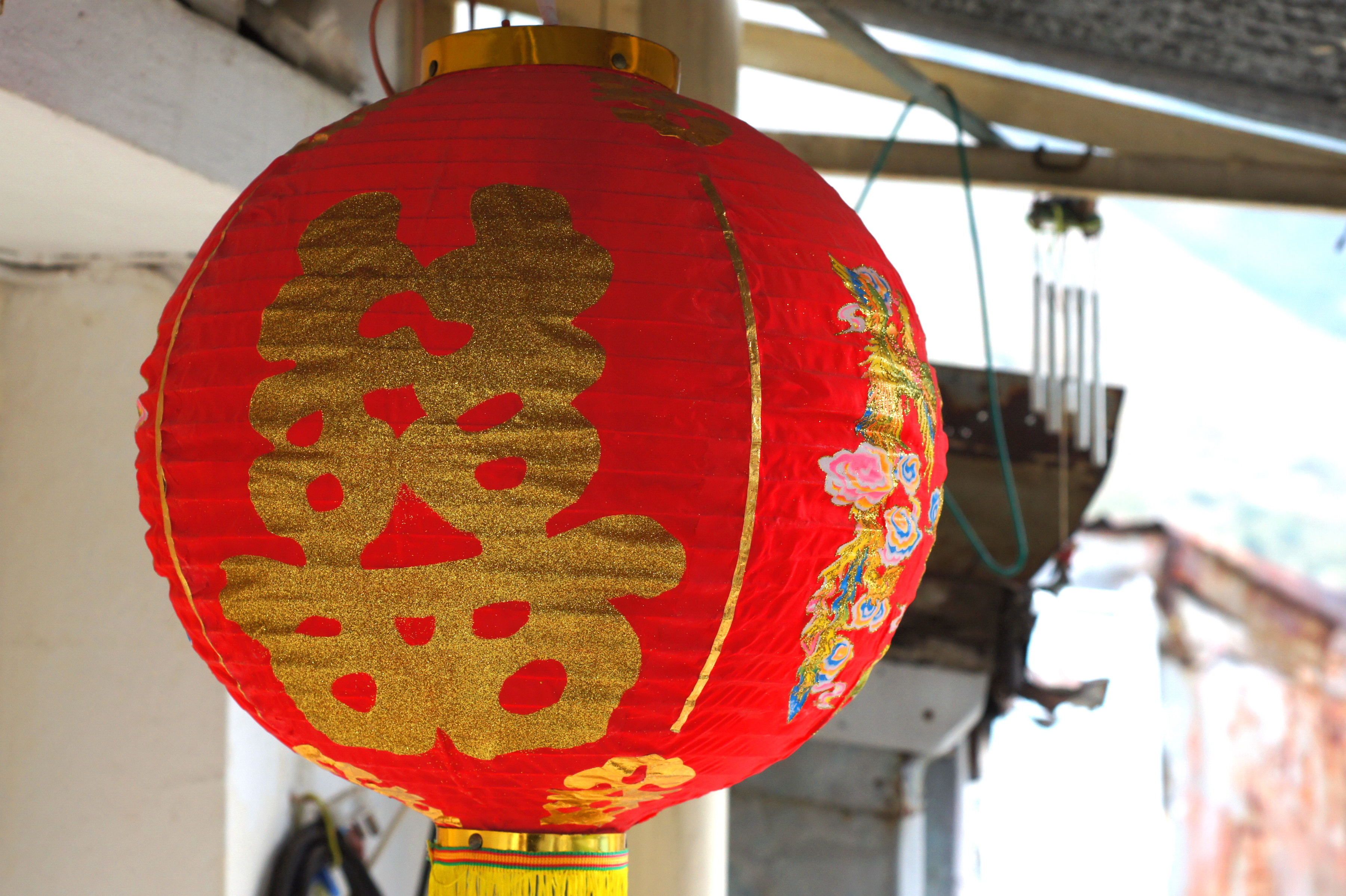
印上囍字的燈籠

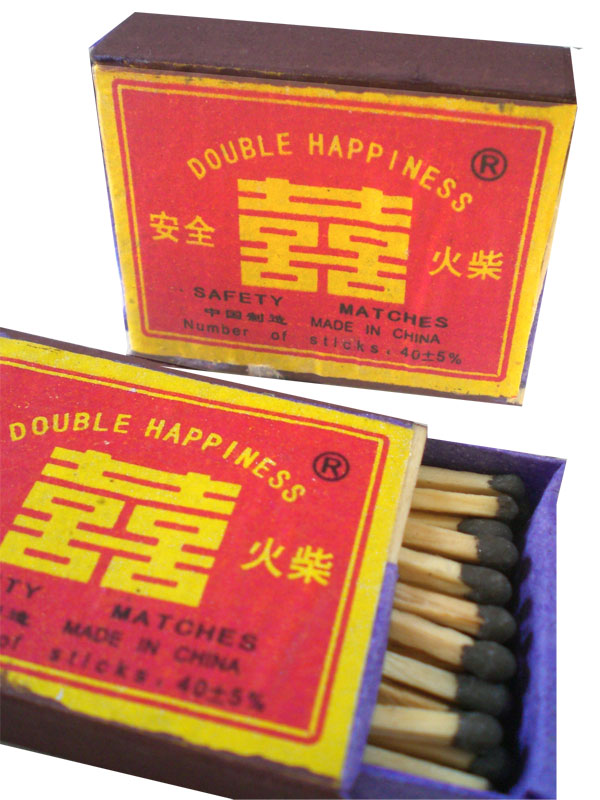
紅雙囍火柴

囍是一個漢字，读音同喜，又名双喜，在香港、中国大陆、越南、琉球、台灣，常用于結婚，意思是對男女兩家都是喜事，所以用兩個喜字。

## 「囍」字的由來
相傳王安石23岁进京赶考，中途借宿他舅舅家。次日他上街闲逛，见镇上一员外家门外悬挂的走马灯上有副上联：「走马灯，灯马走，灯熄马停步。」却缺下联，王安石当时也无法对出下联，便将其暗记心中。王安石进京后应考时，主考官指着一杆飞虎旗念道：「飞虎旗，旗虎飞，旗卷虎藏身。」王安石顿时想起员外家那副上联，便以此为对，主考官惊赞不已。王安石回程路过员外家时，员外恰在门外恭听几名书生应对联。王安石便挤上前，以主考官的对子应对。谁知这对子是专为择婿而出的，员外觉得王安石的下联对得最出色，得知王安石尚未婚配后，执意要将女儿许配给他。王安石经打听后得知员外的女儿才貌双全，便与舅舅商议，同意了这门婚事。不久，在王安石完婚的大喜之日，恰逢官差来报他高中的好消息。王安石喜上加喜，提笔在大红纸上写下一个金色大「囍」字，贴在门上，并吟诗一首：“巧对联成双喜歌，马灯飞虎结丝罗。洞房花烛题金榜，小登科遇大登科。”从那以后，这种习俗一直流传至今。 

### 歷史考證
王安石之髮妻姓吳，封越國夫人，王安石在她生前未有其他配偶，在喪妻後也只曾納一妾姣娘，未曾再娶正室，而員外之女理應不用作側室，且王安石納妾時已是晚年，並非23歲的青年時代，因此王安石娶馬氏女一事並沒有歷史根據。